# Дихотомические предпочтения
Дихотомические предпочтения (англ. dichotomous preferences) — тип предпочтений, делящих всё множество доступных альтернатив на подмножества «Хорошо» и «Плохо».
С токи зрения ординалистской теории полезности дихотомия предпочтений означает:
{\displaystyle X\preceq Y\iff X\in Bad{\text{ or }}Y\in Good}
{\displaystyle X\prec Y\iff X\in Bad{\text{ and }}Y\in Good}
Если трактовать дихотомию с позиций кардиналистской теории, то каждый агент имеет два возможных уровня полезности: высокий и низкий:
{\displaystyle u(X)=u_{low}\iff X\in Bad}
{\displaystyle u(X)=u_{high}\iff X\in Good}